# Martin S
Martin S (také bývá označován jako Martin Model S) byl dvoumístný pozorovací hydroplán jehož výroba probíhala ve Spojených státech v roce 1915. Navržen byl podobně jako předchozí Model T, šlo o do značné míry konvenční dvouplošník s dvěma poli se stejným rozpětím křídel. Trup nebyl přímo připevněn ke spodnímu křídlu, ale byl umístěn na vzpěrách mezi křídly. Letoun byl vybaven jedním hlavním plovákem pod trupem a dvěma drobnými vyvažovacími na koncích křídel. Model S byl dílem 23letého Donalda Douglase pro společnost Glen L Martin. Vytvořil tři světové výškové rekordy a rekord v délce letu, který vydržel tři roky.
Šest, možná čtrnáct, těchto letadel provozovala letecká sekce, US Signal Corps a další dva stroje provozovalo námořnictvo Spojených států. Všechna armádní letadla, S.C. 56-59 a 94-95, byla přidělena první americké letecké jednotce v zámoří, 1. rota, 2. letecká eskadra ve Fort Mills, Corregidor, v březnu a dubnu 1916, kde používaly radiostanici s dosahem 29 mil pro navádění palby pobřežní baterie.

## Specifikace

### Technické údaje
- Posádka: 2 (pilot a pozorovatel)
- Délka: 9,02 m
- Rozpětí: 14,15 m
- Pohonná jednotka: 1 × Hall-Scott A-5, 125 hp (93 kW)

### Výkony
- Maximální rychlost: 136 km/h